# Cyphon pubescens
Cyphon pubescens är en skalbaggsart som först beskrevs av Fabricius 1792.  Cyphon pubescens ingår i släktet Cyphon, och familjen mjukbaggar. Arten är reproducerande i Sverige.